# Otto de la Rocha

Otto Benjamín de la Rocha López (Jinotega, 23 de agosto de 1933-Managua, 25 de mayo de 2020) fue un cantautor, compositor y actor radial nicaragüense conocido por la caracterización del personaje picaresco de Aniceto Prieto.

## Biografía
Era hijo de Benjamín de la Rocha y Graciela López, nunca estudió música, pero heredó su afición musical de su abuelo materno Juan Fajardo, quien fue pariente del padre de los hermanos Carlos y Luis Enrique Mejía Godoy. 
Contrajo matrimonio en tres ocasiones, su última esposa fue la actriz radial Georgina Valdivia, con quien compartió personajes radiales y anuncios televisivos. De sus tres matrimonios tuvo diez hijos.

### Inicios
Cuando tenía trece años viajó a la capital Managua, buscando una radio donde pudiera cantar, aunque en esa época era muy difícil entrar a la naciente radiodifusión nacional. Según contaba, en 1948 se dio a conocer en la emisora Voz de la Victoria en un programa de aficionados que manejaba el recordado hombre de radio el bachiller Oscar Pérez Valdivia.

### Pancho Madrigal
Gracias al primer trío musical que integró, surgió otra de sus facetas que le popularizarían a nivel nacional, pues luego de una presentación en un programa radial en vivo que conducía el empresario radial Fabio Gadea Mantilla, éste le pidió leer un escrito como campesino y así asumió el papel de Pancho Madrigal en el programa del mismo nombre que transmitía Radio Mundial; papel que Rodolfo Arana Sándigo Tío Popo interpretara anteriormente pero que, por problemas de salud, no pudiera continuar haciendo.
El programa se trasladó a Radio Corporación, donde trabajó por espacio de 20 años. Allí fue creando personajes conocidos en Nicaragua entre los que sobresalen: 
- Aniceto Prieto,
- Indio Filomeno —protagonista de otro programa radial que incluso llegó a la televisión—
- Filito, hijo de Filomeno.
- La Chepona, el turco Mustafá y Policarpio Matute, entre otros.

El entonces jefe de radio y televisión coronel de la Guardia Nacional Alberto Luna Solórzano enjuició a de la Rocha en tres ocasiones por el programa del Indio Filomeno. Le multaron con 10 000 córdobas, multa que la ciudadanía ayudó a pagar.

### Productor de programas radiales
Luego del triunfo de la Revolución Sandinista en 1979, creó un programa llamado El tronco de los mensajeros en la recién fundada Radio Sandino, además hacía un programa de orientación campesina para la reforma agraria impulsada por el entonces MIDINRA del gobierno revolucionario.
En 1982 pasó a la emisora Voz de Nicaragua con los programas La palomita mensajera y Lencho catarrán. 
Luego de la derrota electoral de FSLN en 1990 se trasladó con sus programas a Radio Ya.
En el programa Lencho catarrán, su esposa hace el papel de la Lupita, a quien su personaje Aniceto Prieto eternamente procura seducir. La Lupita como compañera perenne apareció junto a él en los muchos anuncios televisivos protagonizados por la pareja, los cuales eran un deleite de picardía y humor para la audiencia.
En lo musical, compuso alrededor de cien canciones, aunque no todas las  grabó. En su repertorio solamente se han publicado unos 30 temas, entre los que destacan: «Una canción», «La Pelo’e Maiz», «Managua, linda Managua», «Plutarco malpaisillo», «Pancho Madrigal», «Lencho catarrán», «Soledad», «El peón», «Amor florecido», «Primera dama» y «A mi mama», entre otras.
Algunos de sus temas musicales han trascendido a nivel internacional, ejemplo de esto es el tema «Una canción» en el álbum del mismo nombre grabado por la cubana Elsa Baeza en el año 1978 y con el cual ganó un disco de oro en España; sin embargo, no se reconocieron los derechos de autor a Otto.

### Fallecimiento
Falleció a los ochenta y seis años el 25 de mayo de 2020 a causas de una enfermedad que lo aquejó desde 2016.

## Legado
Su vida y obra musical lo constituyen en columna de la Cultura Nicaragüense y su legado artístico es herencia de la Nación como parte indisoluble y permanente de su amor a Nicaragua.
Todos los días por más de cuarenta años, en cada uno de sus programas radiales aconsejaba con constancia y amor paternal a la niñez y juventud de Nicaragua con la frase: "Estudien muchachos, estudien, y no olviden siempre respetar a sus padres, sean obedientes".

## Valoración
Guillermo Rothschuh Villanueva, comunicólogo y exdecano de la extinta Facultad de Ciencias de la Comunicación de la Universidad Centroamericana (UCA), en artículo publicado, el domingo 24 de mayo, expresó:
"En Otto se conjugan aspectos que le han permitido formar parte del imaginario nacional. Lencho Catarrán y La Palomita Mensajera, han colmado el apetito de distintas generaciones. El primero una derivación de Pancho Madrigal, la creación imperecedera de Fabio Gadea Mantilla y el segundo un parto original, el humor hace presencia a través de las ambigüedades y dobles sentidos del habla popular".

## Participaciones en programas radiales
- Lencho Catarrán (aún al aire).
- La Palomita Mensajera (aún al aire).
- El Tronco de los mensajeros.
- La Guantanamera.
- Corporito.
- Juan Chocoyo y Mincho Colorado.
- El Indio Filomeno (incluso llegó a la televisión).
- Pancho Madrigal.

## Principales Canciones
- Una Canción
- La Pelo’e Mais
- Managua, linda Managua - Inspirada en una muchacha. Su letra, en tono de serenata, habla de la belleza y sensualidad de las mujeres indígenas de la Capital nicaragüense.[3]
- Diluvio De Amor
- Plutarco Malpaisillo
- A Mi Mama
- Primera dama
- Soledad
- Brumas
- El Peón
- Amor Florecido
- En Tú Cumpleaños
- La Canción del Marinero
- La Hojita
- Mancotal
- La Pipiridonga
- Una Tarde De Primavera
- Ay, Mi Mujercita
- El Pichelito De Agua
- La Petrona
- El Pitero
- Angel Molina Zelaya
- Pañuelito
- Lencho Catarrán (tema musical del programa)
- Pancho Madrigal (tema musical del programa)

## Reconocimientos
- Orden "General José Dolores Estrada, Batalla de San Jacinto en Grado Gran Cruz"[4] otorgada en 2017 por la Asamblea Nacional de Nicaragua.
- Orden Independencia Cultural "Rubén Darío" otorgada en 1990 por la Presidencia de La República de Nicaragua.
- "Doctor Honoris Causa" por la Bicentenaria Universidad Nacional Autónoma de Nicaragua, León.
- Orden Excelencia Cultural "Salvador Cardenal Argüello" otorgada  por la  Alcaldía de Managua.
- "Medalla de Oro" de la Organización Mundial de la Propiedad Intelectual (OMPI), primer artista nicaragüense  en recibirla.
- Festival "Son nica" Tercera Edición 2012[5] en Homenaje a su vida y obra.
- "Hijo Dilecto de Managua" en 2008 por sus aportes a la cultura, historia y educación de los managuas por parte de la Alcaldía de Managua.
- Reconocimiento en 2004 por su trayectoria artística y aporte a la cultura nacional otorgado por la Dirección del Teatro Nacional Rubén Darío (TNRD).
- Homenaje durante la Cuarta Jornada del Festival Internacional de las Artes Rubén Darío por parte de jóvenes del Movimiento Cultural Leonel Rugama en febrero de 2020.